# De scheepsjongens van Bontekoe (boek)
Het jeugdboek De scheepsjongens van Bontekoe is in 1924 geschreven door Johan Fabricius en is geïnspireerd door het eerste deel van het Journaal van Bontekoe over een zeereis in de Gouden Eeuw. Het deel van de reis na de ontploffing bevat elementen uit het journaal maar wijkt er wel sterk van af. De verdere reizen van Bontekoe na aankomst in Indië komen in het jeugdboek niet voor.

## Het verhaal
Hajo en Rolf nemen als scheepsjongens dienst op de Oost-Indiëvaarder Nieuw Hoorn. Padde Kelemeyn, Hajo's boezemvriend, wordt bemanningslid tegen wil en dank doordat hij een dutje doet aan boord en niet merkt dat het schip wegvaart. Hij wordt aan het werk gezet als botteliersmaat. De jongens vormen een hechte vriendschap die goed van pas komt omdat de "omes", oudere matrozen, hen graag mogen plagen. Vooral Padde is met zijn dikte en naïviteit een geliefd doelwit.
Op de Indische Oceaan veroorzaakt Padde een brand, als een pit van een brandende kaars in een vat met brandewijn valt. De drank vat vlam en veroorzaakt een grote brand. Het vuur kan niet worden geblust en bereikt de kruitkamer, waardoor uiteindelijk het schip ontploft. Zeventig van de ruim tweehonderd opvarenden overleven en varen in een jol naar Sumatra. Tijdens onderhandelingen met een inheemse stam worden Padde, Hajo, Rolf en koksmaat Harmen van Kniphuyzen gevangengenomen. De mensen die bij de jol zijn achtergebleven, worden overvallen en kiezen na een vechtpartij het ruime sop. De gevangenen worden door het inheemse meisje Dolimah bevrijd en zien de jol nog net vertrekken. Ze gaan vervolgens te voet op weg naar Bantam. Onderweg wordt Harmen nogmaals gevangengenomen, maar door de anderen bevrijd. Padde doodt een inheemse man die hem aanvalt. Ze ontmoeten Dolimah weer, die hen achterna gekomen is, bang voor haar stam omdat ze de vier heeft bevrijd. Later wordt Padde zwaar ziek; de groep moet wachten tot hij weer beter is. Wanneer een doekoen (dokter) wordt ingeschakeld maar Harmen door een misverstand hem diens betaling (een pantervel) ontfutselt, moet de groep opnieuw vluchten door de wraak van de doekoen, met de nog zieke Padde in een draagstoel.
Het is echter duidelijk dat Dolimah niet mee kan naar Bantam, laat staan naar Hoorn. Bovendien krijgt ze heimwee naar haar kampong. Tegen het eind van de tocht gaat ze 's nachts terug, zonder afscheid te nemen, om de jongens te behoeden voor het dilemma of ze haar terug moeten brengen of haar alleen terug laten gaan.
De vier komen veilig aan, ondanks de vijandigheid van de bevolking en de dichte jungle met zijn vele gevaren. Hun scheepsmakkers blijken Java eveneens bereikt te hebben. Rolf blijft bij zijn oom Bontekoe in Oost-Azië. Hajo, Padde en Harmen schepen zich in voor de terugreis naar Hoorn op de Nieuw-Zeeland; deze vertrekt op 8 maart 1620 en komt 28 december 1620 na een voorspoedige reis aan in Vlissingen. Met een jol komen ze in de buurt van Dordrecht, maar omdat het water vanaf daar dichtgevroren is gaan ze verder op de schaats en vervoeren hun spullen en Padde in een slee. Het laatste stuk kunnen ze met een rijtuig meerijden. Hajo heeft naast zijn eigen loon het loon meegekregen voor koksmaatje Lijsken Cocs, die aan scheurbuik is overleden. Samen met zijn moeder gaat Hajo het slechte nieuws vertellen aan Lijskens moeder en het geld brengen.

## Overeenkomsten met de werkelijkheid
- Bontekoe was schipper op het V.O.C.-schip Nieuw Hoorn.
- Koopman Rol was ook aan boord.
- Het schip vertrok van Texel op 28 december 1618.
- Tot aan de ontploffing van het schip komt het reisverloop vrij nauwkeurig overeen; het schip komt langs eilanden voor de kust van Brazilië, het komt langs Kaap de Goede Hoop maar kan daar niet bevoorraden wegens het weer, men gaat aan land op Réunion en Madagaskar.
- Datum en oorzaak van de brand die uiteindelijk leidt tot de ondergang van de Nieuw Hoorn komen overeen met de werkelijkheid.
- Bontekoe blijft op het schip, terwijl Rolf al eerder in de boot overstapt. Bontekoe en Harmen van Kniphuysen overleven de explosie.
- Het aantal overlevenden is 46 in de boot en 26 in de schuit, bij elkaar dus 72. Van de hemden van de inzittenden werden zeilen genaaid.
- Na verloop van tijd stapt de bemanning van de ene boot over in de andere.
- Aan land gekomen gaat Bontekoe met vier mensen in een prauw een stukje de rivier op. Hier koopt Bontekoe een buffel. Hij gaat alleen terug, de vier zullen later komen met de buffel. Doordat de inheemsen in de aanval gaan, waarbij doden vallen, moet de boot overhaast vertrekken, de vier achterlatend.
- De vijandigheid van de bevolking had waarschijnlijk zijn oorzaak in een conflict tussen het Sultanaat Bantam en de VOC. De reden wordt echter nergens in het boek vermeld en ook Dolimah, die enige tijd met de jongens optrekt, geeft geen verklaring voor de vijandigheid van de mensen.
- Padde, die in het boek nogal onnozel is en zich vaak laat beetnemen, doet desalniettemin op Réunion een aantal uitspraken waarmee hij zijn tijd ver vooruit is. Bij discussie over tot welke familie de dodo behoort, zegt Padda dat hij een familielid kent, een duif die net zo´n krop heeft. Inderdaad behoort de dodo tot de duiven. Ook maakt Padde een opmerking over jonge dieren die op hun ouders lijken, terwijl Rolf en Vader Langjas die meer boeken hebben gelezen, deze opmerking wegwuiven. Volgens hen kan Padde dieren en mensen thuis niet vergelijken met dieren op Réunion, dat is iets heel anders. Padde houdt staande dat dat precies hetzelfde is, en ook hier zou de wetenschap met de ontdekking der genetica hem gelijk geven.

## Verschillen met de werkelijkheid
- In het journaal van Bontekoe worden de namen van de bemanningsleden die achterblijven niet genoemd. In het boek zijn het Hajo, Rolf, Padde en Harmen. Hun verdere belevenissen zijn uiteraard niet afkomstig uit het journaal, maar volledig door Fabricius verzonnen.
- Hermen van Kniphuysen, in het boek Harmen genoemd, is in het boek afkomstig uit Hoorn, net als de andere jongens. In het journaal duidt Bontekoe hem aan als een Duitser.
- De matroos Hilke Jopkins keert samen met de anderen op de Nieuw-Zeeland terug naar Holland. In het journaal drost hij op de terugweg met een paar andere maats.
- In het boek zijn een aantal anachronismen geslopen:
  - Koffie was in 1619 weliswaar bekend, maar nog niet populair in Europa en werd aan boord van Oostindiëvaarders, anders dan het boek beschrijft, zeker niet dagelijks geschonken. Ook koffiemolens, zoals de molen die Padde bij Texel in zee liet vallen, zouden pas honderd jaar later hun intrede doen;
  - De sextant wordt genoemd maar dit instrument werd pas in 1730 ontwikkeld;
  - De omes blazen op een misthoorn en maken Padde wijs dat je ermee door de mist kan kijken. Misthoorns kwamen echter pas in de tweede helft van de 19e eeuw in zwang, daarvoor luidde men klokken;
  - De jongens worden met een tjalk naar de Nieuw-Hoorn gebracht. Tjalken deden pas eind 17e eeuw hun intrede.

## Standbeelden

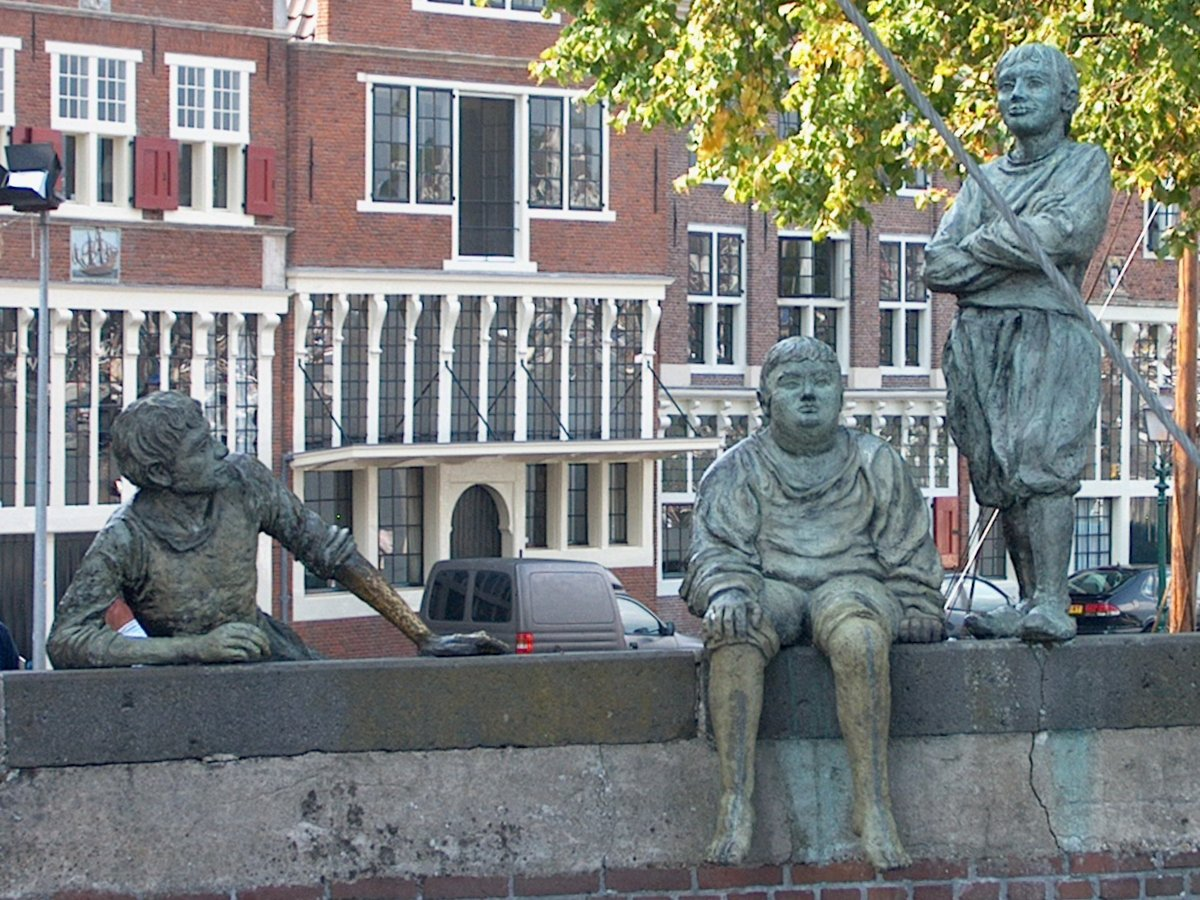
De scheepsjongens van Bontekoe in Hoorn door Jan van Druten

In Hoorn staan op de kademuur bij de Hoofdtoren standbeelden van de drie scheepsjongens, turend over het water.
Niet ver daarvandaan een borstbeeld van schipper Bontekoe.

## Bewerkingen en vertalingen

### Album met plakplaatjes
In het album Oostinje-vaarders, de verbinding tussen Nederland en Indonesië in de loop der eeuwen (1949). Tekeningen door E.M. ten Harmsen van der Beek waren als plakplaatjes om het album te illustreren te verzamelen bij aankoop van pakjes ‘KG’ koffie en thee,

### Strip
Eind jaren vijftig verscheen in Het Vrije Volk een stripversie. De tekeningen werden gemaakt door Piet Wijn en de tekst door Hans Jacobs.

### Televisie
Eind jaren zestig werd het boek door de acteur Coen Flink op televisie voorgelezen in een lange serie afleveringen van een kwartier per avond.

### Verfilming
In 2007 is het boek verfilmd. De film is geregisseerd door Steven de Jong. Opmerkelijk is dat de 15-jarige Enkhuizer koksmaat Harmen, die in het boek een prominente rol vervult, in de filmversie wordt vertolkt door de ruim veertigjarige Thomas Acda. Op dit punt wijkt de film dus sterk af van het boek.

### Vertalingen
Het boek is onder andere in het Engels, Duits en Fries vertaald. De Engelse vertaling Java Ho! is op een aantal punten gecensureerd vanwege geweld en racisme.